# Ibrāhīm ibn ʿAbdallāh
Ibrāhīm ibn ʿAbdallāh (arabisch ابراهيم بن عبد الله; gestorben 14. Februar 763) war ein hasanidischer Alide, der 762 zusammen mit seinem Bruder Muhammad an-Nafs az-Zakīya einen Aufstand gegen den abbasidischen Kalifen al-Mansūr organisierte, der von den zaiditischen Schiiten unterstützt wurde. Während Muhammad als alidischer Thronprätendent den Aufstand in Medina anführte, erhob sich Ibrāhīm wenig später in Basra und konnte sich dort auch noch länger halten als sein Bruder.
Ibrāhīm war Sohn des Hasaniden ʿAbdallāh ibn al-Hasan al-Muthannā ibn al-Hasan und der Hind bint Abī ʿUbaida, einer bekannten Dichterin, die vorher mit einem Sohn des umayyadischen Kalifen ʿAbd al-Malik verheiratet gewesen war. Während des Kalifats von Abu l-Abbas as-Saffah hielt er sich mit seinem Bruder Muhammad, der das Kalifat anstrebte, verborgen. Auf die gleiche Weise verhielten sich die beiden Brüder, als im Juni 754 al-Mansūr das Kalifat antrat. Al-Mansūr fürchtete die beiden Brüder wegen ihrer politischen Ambitionen und ließ nach ihnen überall suchen. Um ihrer habhaft zu werden, ließ er ab 758 mehrere ihrer Verwandten, darunter ihren Vater und Onkel, gefangensetzen und in der Haft misshandeln. Muhammad und Ibrāhīm reisten unterdessen auf der Arabischen Halbinsel umher und sammelten Anhänger um sich, ohne aber irgendwo offen hervorzutreten.
Am 22. September 762 schließlich erschien Muhammad vor Medina und nahm die Stadt im Handstreich ein. Ein Verwandter, al-Hasan ibn Muʿāwiya, wurde als Statthalter nach Mekka geschickt, konnte diese Stadt ebenfalls in Kürze in seine Gewalt bringen und die Bewohner auf die Seite Muhammads ziehen. Ibrāhīm hielt sich unterdessen in der Nähe von Basra auf und nahm am 23. November 762 mit Unterstützung des dortigen Statthalters, der mit der Aufstandsbewegung sympathisierte, die Stadt ein. Anschließend sandte er bewaffnete Truppen aus, die andere Städte der Umgebung besetzten (al-Ahwāz, al-Wāsit, verschiedene Städte in Fārs). Zusammen mit seinen Anhängern zog Ibrāhīm in Richtung Kufa, um die nur schwach befestigte Stadt einzunehmen.
Ibrāhīm genoss bei seinem Aufstand auch die Unterstützung zahlreicher Hadith- und Fiqh-Gelehrten des Irak. Unter denjenigen, die sich auf seine Seite stellten, werden unter anderem der Traditionarier al-Aʿmasch und der Rechtsgelehrte Abū Hanīfa genannt. Letzter soll mit ihm korrespondiert und ihm eine finanzielle Unterstützung von 4.000 Dirham angekündigt haben. Ein weiterer namhafter Unterstützer seines Aufstands war der Philologe al-Mufaddal ad-Dabbī (st. zw. 781-787). Er soll Ibrāhīm auch schon vor seinem Aufstand zeitweise Unterschlupf gewährt haben. Nachdem  Muhammad an-Nafs az-Zakīya am 6. Dezember 762 im Kampf gegen den abbasidischen Heerführer ʿĪsā ibn Mūsā gefallen war, leisteten ihm auch die Anhänger seines Bruders den Treueid.
Der Kalif, der zur Zeit, als der Aufstand ausbrach, gerade mit Bauarbeiten an seiner neuen Hauptstadt Bagdad beschäftigt war, ließ zur Abwehr der Aufstandsbewegung Truppen aus Syrien und der Dschazīra kommen, und forderte seinen Heerführer ʿĪsā ibn Mūsā nach der Niederschlagung des Aufstands in Medina auf, sich mit seinen Truppen sofort in den Irak zu begeben. Als Ibrāhīm hörte, dass ʿĪsā ibn Mūsā im Anmarsch war, gab er gegen den Rat seiner Anhänger den Plan der Besetzung Kufas auf und zog ʿĪsā ibn Mūsā entgegen. Die beiden Heere trafen am 21. Januar 763 in Bāchamrā südlich von Kufa aufeinander. Ibrāhīms Truppen konnten der abbasidischen Vorhut zwar anfangs einen schweren Schlag versetzen, wurden bei den anschließenden Gefechten jedoch versprengt. Ibrāhīm blieb mit wenigen Getreuen und schwer verwundet in Bāchamrā zurück. Dort erlag er am 14. Februar 763 seinen Wunden.
Gegen einige gelehrte Unterstützer von Ibrāhīms Aufstand ging al-Mansūr in der Folgezeit hart vor. So ließ er Abū Hanīfa nach Bagdad verbringen und ins Gefängnis werfen, wo er kurze Zeit später verstarb, angeblich vom Kalifen vergiftet. Auch der Philologe al-Mufaddal ad-Dabbī wurde gefangen gesetzt, allerdings schon bald wieder durch den Kalifen begnadigt.
Der Aufstand der beiden Brüder Muhammad an-Nafs al-Zakīya und Ibrāhīm in den Jahren 762/763 war eines der bedeutendsten politischen Ereignisse der frühen Abbasidenzeit, so dass später verschiedene Gelehrte wie Abū ʿUbaida Maʿmar ibn al-Muthannā (st. 824) und ʿUmar ibn Schabba (st. 876) darüber eigene Sammlungen von Berichten erstellten. Zwar sind diese Bücher selbst verloren gegangen, doch haben sich ausführliche Exzerpte daraus in der Weltchronik at-Tabarīs und dem Buch Maqātil aṭ-Ṭālibīyīn („Kämpfe der Tālibiden“) von Abū l-Faradsch al-Isfahānī erhalten. Diese beiden Werke stellen die wichtigsten Quellen für die Aufstände der beiden Brüder  dar. Ein dritter Bruder, Idrīs, wich später in den westlichen Maghreb aus und gründete dort 789 mit Unterstützung einheimischer Berberstämme den Staat der Idrisiden, der sich bis zum Anfang des 10. Jahrhunderts über weite Gebiete des heutigen Marokko erstreckte.